# بوستان جنگلی خرگوش‌دره
بوستان‌ جنگلی خرگوش دره با مساحتی بیش از ۶۵ هکتار در آزادراه‌ تهران - کرج و بزرگراه آزادگان واقع شده‌است.
پوشش گیاهی این مجموعه بیشتر از درختان کاج و سرو و اقاقیا و زبان گنجشک تشکیل شده‌است. این بوستان جزء کمربند سبز تهران محسوب شده و به منظور تلطیف هوای تهران احداث گردیده‌است.
بوستان مسافران به مساحت ۱۲ هکتار و با هدف اسکان موقت مسافران و تماشاچیان مسابقات فوتبال در این بوستان‌ ساخته و راه اندازی شده‌است.
قطع حدود ۵۰۰۰ اصله از درختان این بوستان‌ در سال ۱۳۸۶ به منظور اتصال بزرگراه آزادگان به همت باعث ایجاد تنش بسیاری میان دوستداران محیط زیست و شهرداری تهران گردید.